# The Terminal List
Production
Diffusion
Chronologie
The Terminal List: Dark Wolf
The Terminal List ou La Liste terminale au Québec est une série télévisée américaine basée sur le roman du même nom écrit par Jack Carr. Développée par David DiGillo, elle est diffusée pour la première fois dans le monde entier sur Prime Video à partir du 1er juillet 2022.
Une série préquelle, The Terminal List: Dark Wolf, sera diffusée courant 2025.

## Synopsis
Le commandant James Reece des Navy Seals est de retour chez lui auprès de sa famille après avoir survécu à une mission secrète au cours de laquelle les autres membres de son équipe ont été tués dans une embuscade. Souffrant de stress post-traumatique et ayant des souvenirs flous concernant l'attaque dont il se sent coupable, Reece découvre qu'une puissante organisation secrète veut s'en prendre à lui, le mettant en danger ainsi que ses proches et l'obligeant à riposter.

## Distribution

### Acteurs principaux
- Chris Pratt (VF : David Krüger ; VQ : Philippe Martin) : le lieutenant commander James Reece
- Taylor Kitsch (VF : Damien Boisseau ; VQ : Alexandre Fortin) : Ben Edwards, agent de la CIA, ex-SEAL et ami de James
- Constance Wu (VF : Marie Tirmont ; VQ : Rachel Graton) : Katie Buranek, journaliste
- Riley Keough (VF : Sylvie Jacob ; VQ : Catherine Brunet) : Lauren Reece, femme de James
- Arlo Mertz (VF : Maryne Bertieaux) : Lucy Reece, fille de James
- Jeanne Tripplehorn (VF : Danièle Douet ; VQ : Hélène Mondoux) : Lorraine Hartley, secrétaire à la Défense des USA

Galerie des acteurs principaux
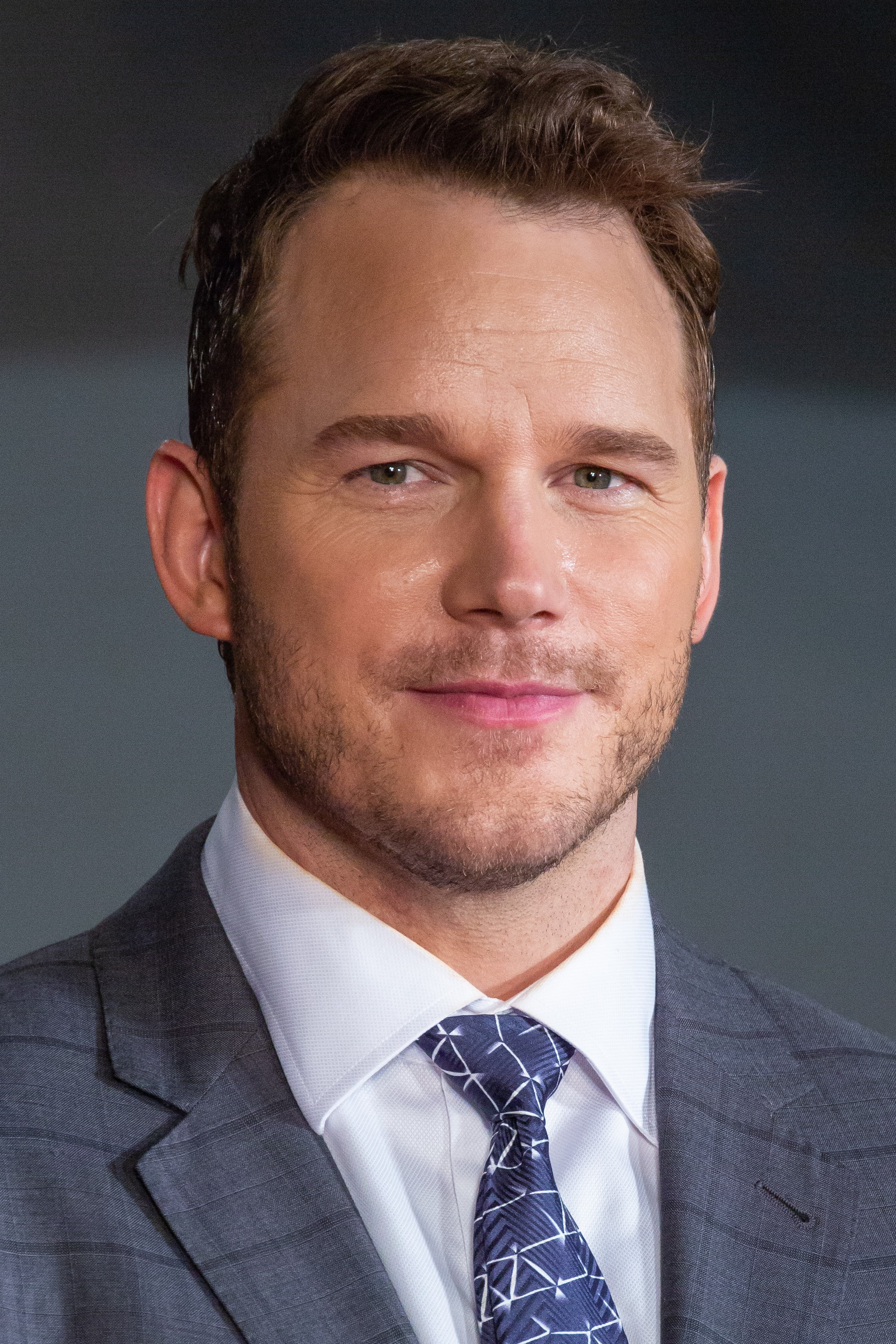
Chris Pratt
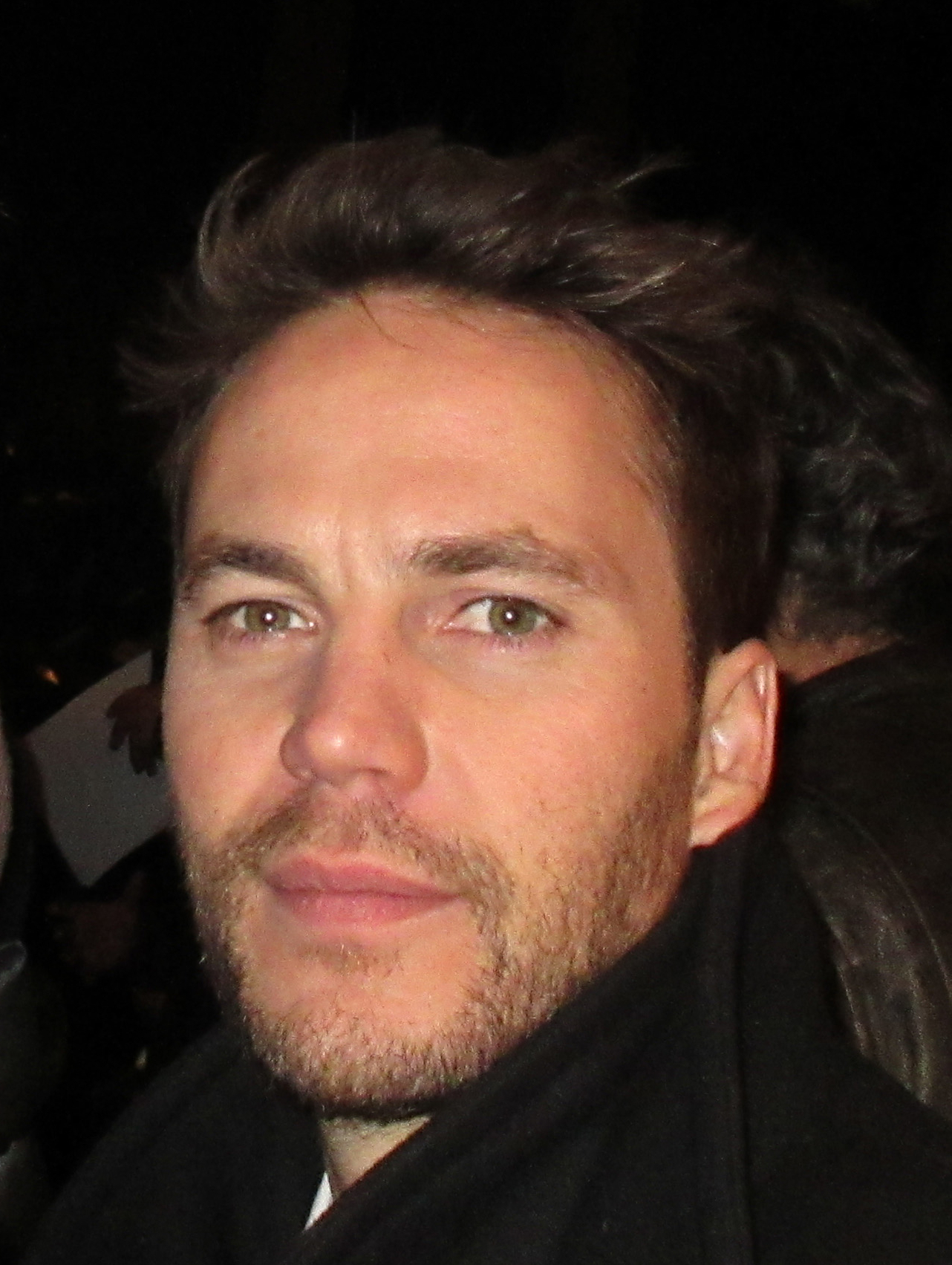
Taylor Kitsch
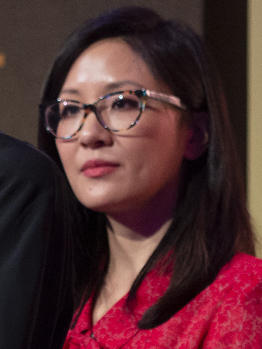
Constance Wu
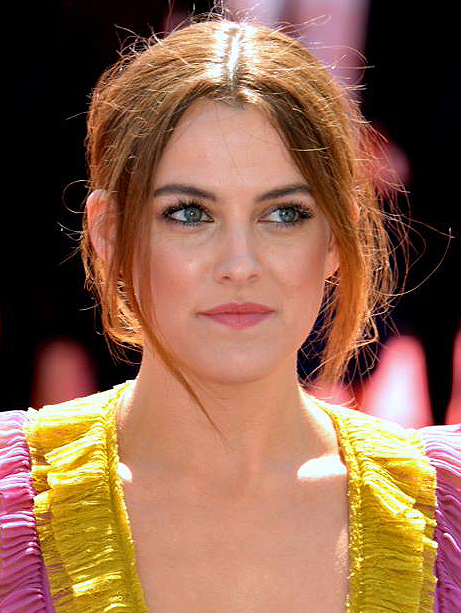
Riley Keough
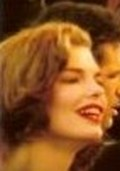
Jeanne Tripplehorn

### Acteurs récurrents
- Nick Chinlund (VF : Hervé Bellon ; VQ : Normand D'Amour) : l'amiral Gerald Pillar, commandant du WARCOM
- Matthew Rauch (VF : Serge Faliu) : le capitaine Leonard Howard, JAG du WARCOM
- LaMonica Garrett (VF : Jean-Baptiste Anoumon ; VQ : Fayolle Jean Jr) : le commander Bill Cox, chef du SEAL team 7
- Patrick Schwarzenegger (VF : Thomas Roditi) : Donald "Donny" Mitchell
- Jared Shaw (VF : Marc Arnaud ; VQ : Louis-Philippe Dandenault) : Ernest "Boozer" Vickers
- Tyner Rushing (VF : Marie Bouvet) : Liz Riley
- Arturo Castro (VF : Gauthier Battoue) : Jordan Groff
- Renata Friedman (VF : Anne Tilloy) : Anne Howard
- Jai Courtney (VF : Raphaël Cohen ; VQ : Frédérik Zacharek) : Steve Horn
- Stephen Bishop (VF : Eilias Changuel) : Richard Fontana
- J. D. Pardo (VF : Adrien Antoine) : Tony Layun
- Christina Vidal (VF : Aurélie Nollet ; VQ : Camille Cyr-Desmarais) : Mac Wilson
- Drew Starkey : Junior Alba
- Alexis Louder (en) : Nicole Deptul
- Hiram A. Murray : Jackson
- Paul McCrane (VF : Richard Leroussel ; VQ : Alain Zouvi) : Mike Tedesco

### Acteurs invités
- Warren Kole (VF : Mathias Kozlowski ; VQ : Patrice Dubois) : l'agent du NCIS Josh Holder
- Justin Garza :  Victor Ramirez
- Tom Amandes : Vic Campbell
- Catherine Dyer : Rachel Campbell
- Sean Gunn (VF : Jean-Philippe Puymartin ; VQ : Benoit Éthier) : Saul Agnon
- Carsten Norgaard (VF : Jerome Wiggins) : Elias Ryberg
- Geoff Pierson (VQ : Marc Bellier) : le sénateur Joe Pryor
- Marco Rodríguez (en) (VF : Julien Kramer ; VQ : Sylvain Hétu) : Marco Del Toro
- Patricia de Leon : Paola Del Toro
- Nate Boyer : Luke Maliick
- Remi Adeleke : Terrell "Tee" Daniels
- Derek Phillips : Stephen Ramsay.
- Butch Klein : Marcus Boykin
- Jack Carr : Adrian Gordonis (caméo)

 Source et légende : version française (VF) sur RS Doublage et Doublage Séries Database, version québécoise (VQ) sur Forum du Doublage Québécois

## Production
Le 1er février 2023, il est annoncé que la série est renouvelée pour une deuxième saison.

## Épisodes

### Première saison (2022)
1. L'Engramme (The Engram)
2. Encodage (Encoding)
3. Consolidation (Consolidation)
4. Détachement (Detachment)
5. Perturbation (Disruption)
6. Transcience (Transcience)
7. Extinction (Extinction)
8. Réclamation (Reclamation)

### Deuxième saison
En février 2023, Amazon Prime Video renouvelle la série pour une seconde saison.

## Diffusion et accueil
Lors de son lancement, la série obtient des critiques mitigées à négatives de la part des critiques de la presse, obtenant un taux d'approbation de 39 % sur le site Rotten Tomatoes, sur la base de 53 critiques collectées et une note de 5,6/10, et un score moyen de 40/100 sur le site Metacritic pour 25 critiques collectées et la mention « Avis mitigés ».
Malgré le mauvais accueil de la presse, la série est appréciée par le public, obtenant 94 % de taux d'approbation sur Rotten Tomatoes et 9,1/10 sur Metacritic. Sur le site IMDb, la série obtient une note de 8/10 sur la base de près de 72 000 votes.

## Série préquelle
En février 2023, une série préquelle centrée sur Ben Edwards est annoncé sur Prime Video, avec le retour de Taylor Kitsch,. En janvier 2024, il est annoncé qu'elle s'intitulera The Terminal List: Dark Wolf et que Chris Pratt reprendra également son rôle de James Reece.
Le tournage débute en mars 2024. Elle sera diffusée dès le 27 août 2025.